# هل الكوب نصفه فارغ أم ممتلئ؟

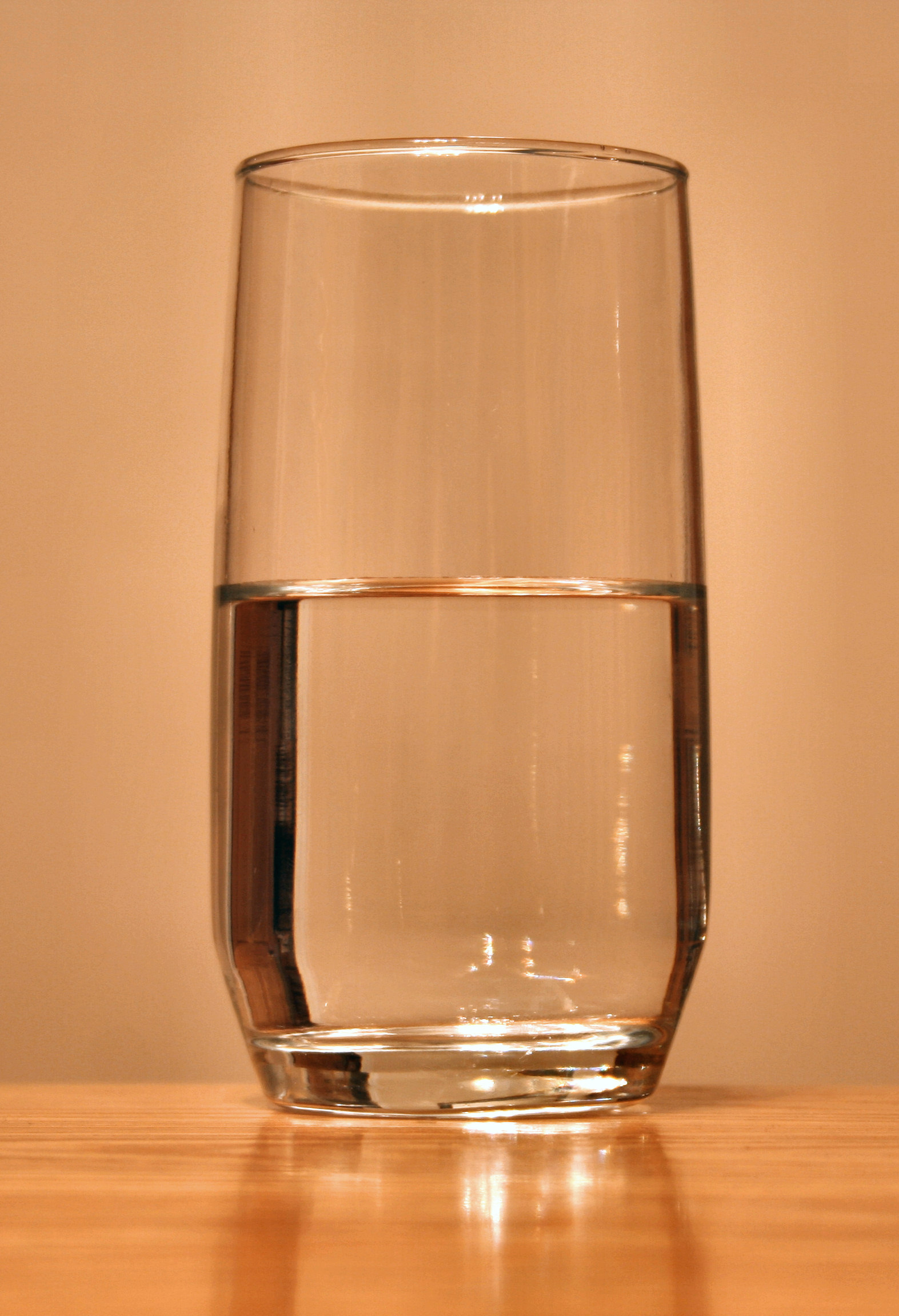
هل الكوب نصفه فارغ أم ممتلئ؟

هل الكوب نصفه فارغ أم ممتلئ؟ هو تعبيرٌ شائع وجملةٌ مأثورة عادةً ما تُستَخدَم بلاغيًّا للإشارة إلى موقفٍ مُعيَّن من شأنه أن يكون سببًا للتفاؤل (نصف ممتلئ) أو التشاؤم (نصف فارغ) أو كاختبارٍ حاسمٍ عام لتحديد رؤية العالم لدى الفرد ببساطة. وهدف السؤال هو إثبات احتمالية النظر إلى الموقف بطُرُقٍ شتى بناءً على وجهة نظر الفرد، وإمكانية وجود فرصة إلى جانب وجود مأزق بالموقف.  
يُستخدمُ هذا التعبير الاصطلاحيّ لإيضاح كيفية تكوين الناس لانطباعهم على الأحداث والأغراض. إذ ينفرِدُ كل فردٍ بانطباعه؛ِ الذي يُمثِّلُ ببساطةٍ تفسيرًا للواقع. ويمكن أيضًا فهم جملة «هل الكوب نصفه فارغ أم ممتلئ؟» كسؤالٍ فلسفيّ.
ويأتي منظورٌ آخر من علم النفس، حيث أظهرت البحوث أن اختيار المتحدث لمنظوره قد يؤثر على معرفته بالبيئة، كما قد يثير حساسية المستمعين تجاه تلك المعلومات.  